# Zoé Oldenbourg
Zoé Oldenburg (russisch Зоя Сергеевна Ольденбург, Soja Sergejewna Oldenburg, französisch Zoé Oldenbourg; * 18. Märzjul. / 31. März 1916greg. in Petrograd; † 8. November 2002 in Boulogne-Billancourt) war eine französische Schriftstellerin, Historikerin und Malerin russischer Abstammung.

## Leben
Oldenburg stammte aus dem Adelsgeschlecht von Oldenburg ab. Ihr Großvater Sergei Fjodorowitsch Oldenburg (1863–1934) war russischer Staatsrat, Minister und Professor für Orientalistik und Indologie an der Universität Sankt Petersburg. Ihre Eltern waren der Journalist und Historiker Sergei Oldenburg (1888–1940) und die Mathematikerin Ada Starynkewitsch. 1925 emigrierte ihre Familie, sie hatte noch vier jüngere Geschwister, nach Paris.
Oldenburg studierte am Lycée Molière und wurde französische Historikerin, spezialisiert auf mittelalterliche französische Geschichte, insbesondere die der Kreuzzüge und die der Katharer. Als Schriftstellerin setzte sie sich auch thematisch mit historischen Themen auseinander. In Deutschland besonders erfolgreich wurde ihr Buch Katharina die Große, das acht Auflagen erlebte. Für ihr Werk La Pierre angulaire wurde sie 1953 mit dem französischen Literaturpreis Prix Femina ausgezeichnet. Später wurde sie Jury-Mitglied des Prix Femina. In ihrer Jugend versuchte sie sich auch als Malerin.
Bereits 1948 vermählte sie sich mit Heinric Idalovici, mit dem sie zwei Kinder hatte. 

## Werke
- Argile et Cendres (1946).

deutsch: Denn das Herz wird niemals Ruhe finden. Darmstadt; Genf: Holle 1954
- La Pierre Angulaire (1953).

deutsch: Auf diesen Felsen. Darmstadt; Baden-Baden; Genf: Holle 1955
- Réveillés de la vie (1956).
- Les irréductibles (1958).
- Le Bûcher de Montségur (1959).
- Les Brûlés (1960).
- Les Cités Charnelles (1961).
- Les Croisades (1965)

deutsch: Die Kreuzzüge: Traum und Wirklichkeit eines Jahrhunderts. Frankfurt a. M.: G.B. Fischer 1967
- Catherine de Russie (1966)

deutsch: Katharina von Russland : Deutsche Prinzessin auf dem Zarenthron. München: Piper 1969
Erweiterte Taschenbuchausgabe unter dem Titel Katharina die Große: die Deutsche auf dem Zarenthron. München: Heyne [1975] ISBN 3-453-55018-8, 8. Auflage 1994, ISBN 3-453-08508-6
- La Joie des pauvres (1970).
- Saint Bernard (1970).
- Que vous a donc fait Israël? (1974).
- Visages d’un autoportrait (1977).
- La Joie-souffrance (1980).
- Le Procès du rêve (1982).
- L’Évêque et la vieille dame, ou la belle-mère de Peytavi Borsier (1983).
- Que nous est Hécube? (1984).
- Les amours égarées (1987).
- Déguisements (1989).
- Aliénor (1992)